# Syntomacris balachowskyi
Syntomacris balachowskyi är en insektsart som beskrevs av Marius Descamps och Christiane Amédégnato 1971. Syntomacris balachowskyi ingår i släktet Syntomacris och familjen gräshoppor. Inga underarter finns listade i Catalogue of Life.